# オペルーサス
オペルーサス（英: Opelousas）は、アメリカ合衆国ルイジアナ州の都市。セントランドリー郡の郡庁所在地である。ラフィエットの北35キロメートルに位置し、市内には州間高速道路49号線と国道190号線のジャンクションが建設されている。
2020年の国勢調査によると人口は1万5,786人で、1万6,634人だった2010年の調査と比較して6.53パーセントの減少となっている。
オペルーサスは、オペルーサス-ユーニス小都市統計地域の主要都市であり、同地域の2020年の推定人口は8万808人であった。オペルーサスはまた、ラファイエット-アケイディアナ広域都市圏で4番目に大きな都市であり、同地域の人口は53万7,947人である。
歴史的に見ると、オペルーサスはフランス人、スペイン系のクリオーリョ、有色クレオール人、アカディ人の居住地域であり、ザディコ音楽の中心地のひとつとして知られている。市内にはその伝統を紹介するクレオール・ヘリテッジ・フォークライフ・センターが設けられており、ニューオーリンズからシュリーヴポートまでを繋ぐルイジアナ州アフリカ系アメリカ人ヘリテッジ・トレイルの目的地のひとつとなっている。同市には、エヴァンジェリン・ダウンズレーストラック・アンド・カジノも存在する。
市は「世界のスパイスの首都」を自称し、トニー・シャシャリー、ターギル・シーズニングス、サヴォアズ・フーズの肉加工製品、ルーアナ・クッキング・オイルなどのシーズニングの製造と販売の拠点がある。
キャット・ドゥーセが保安官を務めた1936年から1940年、そして1952年から1968年までの期間、オペルーサスの国道190号線沿いの地域はギャンブルと売春のヘイブンとなっており、ドゥーセはその売り上げから利益を得ていた。

## 歴史
市の名称は、ネイティブ・アメリカンのオペルーサ族に由来する。ルイジアナ州で3番目に古い都市として知られ、古くからフランス人の商人たちがオペルーサスで商業を行っていた。1690年には、彼らのコミュニティが既に出来上がっていたという。

## 地理
総面積25.06 km² (9.67 mi²) 、そのほとんどが陸地で水地はほぼ無い。

## 人口動勢
2000年国勢調査で、オペルーサスの人口は22,860人、8,699世帯、5,663家族が市内に住んでいる。人口密度は1,250.2人/km²（3,240.0人/mi²）。人種構成は、白人29.30%、アフリカン・アメリカン69.12％、ネイティブ・アメリカン0.10%、アジア0.32%、太平洋諸島系0.02%、その他人種が0.30%、複数の人種の混血が0.84%である。ここの人口の0.88%はヒスパニックまたはラテン系である。

## 著名な人物
- クリフトン・シェニエ - ザディコ・ミュージシャン
- ロッド・バーナード - スワンプ・ポップ歌手